# Kitunda, Tanga
Kitunda este o așezare situată în partea de nord-est a Tanzaniei, în Regiunea Tanga.